# 艾蒂安二世 (布盧瓦)

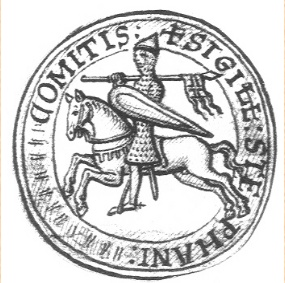
艾蒂安二世的印章

最初的布卢瓦伯爵纹章

艾蒂安二世（法語：Étienne II de Blois，约1045年—1102年5月19日），布盧瓦和沙特尔伯爵，蒂博三世和嘉欣德（Garsinde du Maine）的儿子，1089年至1102年在位。

## 生平
斯蒂芬和征服者威廉的女儿阿德拉于1080年在沙特尔结婚。1089年，随着斯蒂芬父亲的去世，他成为了布卢瓦和沙特尔伯爵，虽然这些领地在1074年就已经由西奥博尔德交给斯蒂芬管理了。
斯蒂芬伯爵是第一次十字军东征的领袖之一，常常写一些内容生动讲述远征过程的信件给阿德拉。1097年，在十字军东征的尼西亚围城战中，斯蒂芬是军事委员会的首领。在1098年漫长的安提俄克围城战中，斯蒂芬没有实现打通前往耶路撒冷的道路的十字军东征誓言就回到家里。
1101年，迫于阿德拉的压力，斯蒂芬开始了第二次朝圣历程，加入了一次较小的十字军东征，参与这次东征的都是上次过早回来的人。1102年，斯蒂芬在第二次拉马拉战役中被杀死，终年57岁。

## 家庭和子女
斯蒂芬和阿德拉的子女有：
1. 威廉（死于1150年），Sully和沙特尔伯爵，和Sully的艾格尼丝（死于1104年以后）结婚。有子嗣。
2. 西奥博尔德二世，香槟伯爵。
3. 奥多，早夭。
4. 斯蒂芬，英格兰国王。
5. 露西亚-玛特（Lucia-Mahaut），嫁给第二代切斯特伯爵理查德d'Avranches。1120年11月25日一同溺水死亡。
6. 艾格尼丝，嫁给休·德·普约赛特三世（Hugh III of Le Puiset）
7. 埃莉诺(死于1147年)，嫁给韦尔芒杜瓦的拉乌尔一世（Raoul I of Vermandois）（死于1152年），1142年离婚。
8. 阿利克斯(死于1145年)，嫁给日瓦尼（Joigni）的雷诺三世 (死于1134年)，有子女。
9. Lithuise (死于1118年)，嫁给特鲁瓦子爵米洛·德·巴里，1115年离婚。从她的子女所处时期来判断，她可能是斯蒂芬的妹妹而不是女儿。
10. 亨利，温彻斯特主教。
11. 亨伯特，早夭。

斯蒂芬有一个私生女艾玛，她是约克大主教威廉的母亲。